# Anastassija Alexandrowna Fedotowa
Anastassija Alexandrowna Fedotowa (russisch Анастасия Александровна Федотова; * 30. November 1998 in Moskau) ist eine russische Wasserballspielerin.

## Karriere
Am 20. Juni 2015 gewann Fedotowa mit dem russischen Team die Goldmedaille bei den ersten Europaspielen in Baku.